# Mike Lockwood
Michael „Mike“ John Lockwood (* 25. August 1971 in Anaheim, Kalifornien; † 6. November 2003 in Navarre, Florida) war ein US-amerikanischer Wrestler. Größere Bekanntheit erlangte er unter dem Ringnamen Crash Holly in der World Wrestling Federation.

## Lebenslauf

### Wrestling
Lockwood machte sein Profi-Debüt 1989 und war bis 1994 für Bay Area Wrestling aktiv. In dieser Zeit hatte er den Namen Johnny Pearson. 1996 wechselte Lockwood zu All Pro Wrestling, wo er den Namen Erin O’Grady bekam. 1999 ging er zur damaligen WWF (heute WWE), bei der er, nun unter dem Ringnamen Crash Holly, gemäß Storyline als Cousin von Hardcore Holly auftrat. In den nächsten Jahren konnte er aufgrund der 24/7-Regel die WWF Hardcore Championship 22-mal gewinnen. Auch die WWF European Championship, WWF Light Heavyweight Championship und die WWF Tag Team Championships (mit Hardcore Holly) durfte Lockwood einmal halten. Nach seiner Entlassung bei der WWE im Juli 2003 hatte Lockwood Auftritte für TNA und einige Independent-Ligen.

### Tod
Mike Lockwood starb am 6. November 2003 im Haus von Stevie Richards. Er hatte durch eine Überdosis des Medikamentes Carisoprodol in Verbindung mit Alkohol zunächst das Bewusstsein verloren und war schließlich an seinem eigenen Erbrochenen erstickt. Aufgrund der Menge an leeren Verpackungen des Schmerzmittels, die bei ihm gefunden wurden, wurde die Todesart offiziell mit Selbstmord angegeben. Aufgrund privater Probleme galt Lockwood in seinen letzten Lebenswochen als sehr depressiv.

## Erfolge
- All Pro Wrestling

- 1× APW Light Heavyweight Champion

- International Wrestling Association

- 1× IWA Hardcore Champion
- 1× IWA Junior Heavyweight Champion

- Mid Eastern Wrestling Federation

- 1× MEWF Cruiserweight Champion

- Power Pro Wrestling

- 1× PPW Tag Team Champion
- 1× PPW Young Guns Champion

- World Wrestling Federation

- 1× WWF European Champion
- 1× WWF Light Heavyweight Champion
- 1× WWF World Tag Team Champion (mit Hardcore Holly)
- 21× WWF/E Hardcore Champion